# Konstanze Breitebner

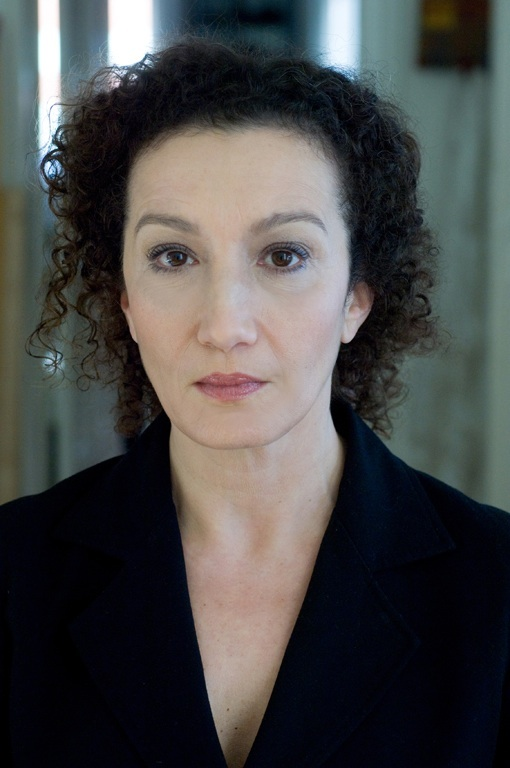
Konstanze Breitebner (2011)

Konstanze Breitebner född 31 december 1959 i Wien Österrike, österrikisk skådespelare. 

## Filmografi (urval)
- 1985 - August Strindberg ett liv (TV)
- 1993: "Mesmer", director: Roger Spottiswoode, with Alan Rickman, Gillian Barge, Amanda Ooms